# الدوري السويدي الدرجة الأولى 2018
الدوري السويدي الدرجة الأولى 2018 (بالسويدية: Division 1 i fotboll för herrar 2018)‏ هو موسم من الدوري السويدي الدرجة الأولى. فاز فيه نادي فيستيروس ‏.